# Laura Bozzo
Laura Cecilia Bozzo Rotondo (Callao, 19 de agosto de 1951), conocida como Laura Bozzo, es una presentadora de televisión peruana nacionalizada mexicana.

## Biografía
Nació en la Maternidad de Lima, Distrito de Lima, en 1951. Hija del ingeniero Miguel Manuel Bozzo Chirichigno (1920-2006) y de Victoria Luisa Rotondo Mendoza (1928-2008). Nieta del empresario pesquero José Roberto Rotondo Grimaldi (1899-1975) y de Laura Mendoza Lándivar (1906-1992). También es sobrina del exministro de Industria, Turismo, Integración y Negociaciones Comerciales Internacionales, Roberto Rotondo Mendoza.
Su hermana es la presentadora Susana Liliana Bozzo (n. 1953) y sus hermanos varones son los ingenieros Luis Miguel (n. 1961) y Juan Miguel Roberto Bozzo (n. 1959).
Realizó sus estudios de primaria y secundaria en el Colegio del Sagrado Corazón Sophianum en el distrito de San Isidro. 
Ingresó a la Universidad Femenina del Sagrado Corazón, en la cual realizó los Estudios Generales. Se trasladó a la facultad de Derecho de la Universidad Nacional Federico Villarreal, casa de estudios donde recibió el título profesional de Abogada. Realizó estudios de posgrado en Filosofía en la Universidad Central de Venezuela en Caracas. Recibió un doctorado en Derecho y en Ciencias políticas en la Universidad Nacional Federico Villarreal. Durante varios años fue catedrática de derecho constitucional, teoría del Estado y derecho penal en dicha casa de estudios, en la cual también participó de la creación de la Escuela de Ciencias Políticas.
Se colegió en el Colegio de Abogados de Lima.
Durante el primer gobierno de Alan García, en 1987, ingresó al área de Asuntos Jurídicos del Instituto Nacional de Cultura (INC). El 29 de mayo de 1989, fue nombrada Directora Técnica del INC, cargo que ejerció hasta octubre de 1990.
En 1992, fue elegida Regidora del Consejo Provincial de Lima para el periodo 1993-96 por el partido Frente Nacional de Trabajadores y Campesinos (FRENATRACA). Como concejal, participó en las comisiones de Asuntos Legales, Educación y Cultura. También dirigió programas de servicios sociales como El vaso de leche y Comedores populares. 
En las elecciones generales de 1995 postuló al Congreso de la República por el Movimiento Obras; sin embargo, no logró ser elegida. En dichas elecciones, también se desempeñó como personera nacional del partido.
Como parte de su trabajo social, Laura fundó la Asociación de Solidaridad de la Familia en 1998.

## Trayectoria profesional
Incursionó en la conducción de televisión con el programa de corte feminista Las mujeres tienen la palabra, de RBC Televisión en 1994, que poco después se convirtió en un programa político de entrevistas y en el cual Laura se manifestó en contra del régimen del entonces presidente Alberto Fujimori. En este programa, Bozzo también mostró simpatía por la candidatura presidencial de Ricardo Belmont por el Movimiento Cívico Independiente OBRAS para los comicios de 1995 en Perú.
En 1996, Las mujeres tienen la palabra fue levantado del aire y pasó a conducir un pequeño programa de entrevistas de todo corte: Laura. Meses después, RBC quedó desactivado de la televisión y fue alquilado a empresarios vinculados al régimen de Fujimori y Laura Bozzo continuó su carrera televisiva, esta vez en Panamericana Televisión, con el programa Intimidades en 1997, sobre la base de un proyecto original elaborado por el productor peruano Alberto Rojas Romero. En una entrevista de 2008, señaló que realizó en 1995 su programa Intimidades, con ayuda del productor Guillermo Guille y adaptó el estilo de Cristina Saralegui.
Este programa inició la serie de títulos con el que Laura Bozzo se caracterizó: programas del tipo reality show, pero que se acostumbró a llamar talk show. En el transcurso de su trayectoria televisiva, Bozzo adoptó el sobrenombre de «abogada de los pobres» debido a su característico discurso con tintes feministas dirigido a sectores socioeconómicos desfavorecidos.
Luego de su paso por Panamericana, Bozzo es contratada por América Televisión, entonces administrada por la familia Crousillat, y lanzó Laura en América. Este programa se centraba, al igual que los anteriores, en casos que presentan problemas familiares de los sectores más golpeados de la sociedad, con temas como maltrato a la mujer, a los niños y adolescentes, alcoholismo, desempleo, infidelidad, etc. Dicho programa contó con gran popularidad sobre todo en sectores muy pobres de la población, pero desde el principio fue criticado por la exposición de los problemas y por excesos cometidos entre los participantes o panelistas.
Diversos sectores de la prensa sospecharon que lo que se mostraba en su programa era falso o un montaje; sin embargo, Bozzo desde el principio negó tales acusaciones y expresó que los testimonios presentados eran verídicos. La popularidad del programa durante estos años llegó a su máximo apogeo, y fue adquirido por la cadena Telemundo para su retransmisión en el extranjero. 
Laura en América se transmitió en Perú por última vez en julio de 2001, lo que coincidió con la época en que la maquinaria del derrocado gobierno de Fujimori se dio a conocer a través de los vladivideos, y todo personaje vinculado al régimen empezó a ser cuestionado más abiertamente. 
Meses después de la cancelación del programa Laura en América en América Televisión en 2001, Bozzo intentó viajar a Miami en 2002 para grabar unas promociones para su programa que continuaba emitiéndose por Telemundo, pero fue detenida por mandato de la justicia peruana al estar abierta una investigación por su relación con la corrupción del gobierno.
El programa que llevó a Bozzo a la internacionalización fue Laura en América, que fue adquirido por la cadena Telemundo para su retransmisión en el exterior.
En julio de 2002, la justicia peruana ordenó arresto domiciliario Bozzo, que era acusada de haber estado vinculada al régimen de Alberto Fujimori y de haber recibido dinero de Vladimiro Montesinos. La conductora fijó su domicilio en el estudio de televisión, desde el cual grabó programas para ser transmitidos en el exterior por Telemundo.
El programa cambió de nombre a Laura y con éste, ganó gran popularidad en el extranjero, específicamente en los sectores sociales más deprimidos y con menos acceso a la educación formal; sin embargo, al igual que en su versión peruana, Laura fue considerado por la audiencia de otros sectores como un show ofensivo. También recibió críticas como la de la presentadora cubana, Cristina Saralegui y su competidora y compatriota, Mónica Zevallos, presentadora en la televisión peruana.
En febrero de 2007, Bozzo intentó entrar en la televisión española a través de Telecinco, pero a pesar de haber hecho programas pilotos, el proyecto se canceló. Este sería una producción de Panamericana Contenidos, una eventual alianza entre su empresa y Panamericana Televisión. Además, Panamericana planificó su programa de mediodía para competir con Laura Huarcayo.
En octubre de 2007, anunció Laura en acción, programa que estrenó en enero del 2008 y fue transmitido por ATV en Perú, y fue levantado del aire en mayo del mismo año.
Formó parte del jurado del reality El casting de la tele, conducido por José María Listorti y Carla Conte, producido por Ideas del Sur. Tiempo después, Laura se retiró por motivos laborales siendo su reemplazo el cantante y compositor, Óscar Mediavilla.
En 2009, Laura se traslada a México y en junio de ese mismo año, estrenó su programa Laura de todos vía Azteca América y en 2010, vía TV Azteca. Se transmitió por última vez en octubre de 2010.
En 2011, firmó contrato con Televisa para conducir Laura, programa transmitido por Las Estrellas que estrenó en febrero del mismo año, dirigido por diferentes productores, entre ellos Federico Wilkins, Alejandro Salas, Gabriel Vázquez Bulman y Luis Segura. El programa fue transmitido hasta enero de 2016, debido a que la conductora y la dirección de Televisa acordaron reformar el concepto.
En junio de 2020, inicia las grabaciones de Laura sin censura, producido por Magda Rodríguez. El programa se transmitió por UniMás desde junio de 2020 hasta mediados de 2021.
Desde marzo de 2022 y hasta 2023, transmite su programa Que pase Laura, vía Imagen Televisión.
En 2024 participa en MasterChef Celebrity México y posteriormente es agregada al elenco del programa matutina Venga la alegría.

## Televisión

### Programas - Talks Shows
| Año       | Programa                               | Notas                    |
| --------- | -------------------------------------- | ------------------------ |
| 2024      | Venga la alegría                       | Panelista                |
| 2024      | Gran Hermano Dúo: El debate            | Panelista                |
| 2023      | ¡De viernes!                           | Invitada                 |
| 2022      | La mesa caliente                       | Panelista                |
| 2022      | ¿Qué dicen los famosos?                | Panelista                |
| 2022-2023 | Que pase Laura                         | Presentadora y directora |
| 2020-2021 | Laura sin censura                      | Presentadora y directora |
| 2019      | El gordo y la flaca                    | Invitada                 |
| 2011-2015 | Laura de México                        | Presentadora y directora |
| 2010      | Laura de todos: Sin miedo a la verdad  | Presentadora y directora |
| 2009-2010 | Laura de todos: Sin miedo a la verdad  | Presentadora y directora |
| 2008      | Laura en acción                        | Presentadora y directora |
| 2007      | Este es el show: El casting de la tele | Jurado                   |
| 2001-2006 | Laura                                  | Presentadora y directora |
| 1998-2000 | Laura en América                       | Presentadora y directora |
| 1997-1998 | Intimidades                            | Presentadora             |
| 1996      | Laura                                  | Presentadora             |
| 1994-1996 | Las mujeres tienen la palabra          | Presentadora             |

### Reality shows
| Año  | Programa                         | Notas               |
| ---- | -------------------------------- | ------------------- |
| 2025 | La casa de los famosos All-Stars | 8.ª eliminada       |
| 2024 | MasterChef Celebrity México      | Retirada            |
| 2024 | La casa de los famosos 4         | Panelista invitada  |
| 2023 | Gran Hermano VIP 8               | 4.ª finalista       |
| 2023 | La casa de los famosos 3         | Panelista           |
| 2022 | La casa de los famosos 2         | 12.ª eliminada      |
| 2021 | Las estrellas bailan en Hoy      | 5.ª / 4.ª eliminada |

### Telenovelas
| Año  | Telenovela            | Notas      |
| ---- | --------------------- | ---------- |
| 2014 | Mi corazón es tuyo    | Ella misma |
| 2011 | Esperanza del corazón | Ella misma |

## Publicaciones
- 2000, Rompiendo cadenas.[45]
- 2018, Más allá del infierno.

## Vida personal
Se casó con el abogado Mario de la Fuente Balarezo en 1980; fruto de este matrimonio nacieron sus hijas Alejandra (n. 1989) y Victoria de la Fuente Bozzo (n. 1984). Después de veinte años de matrimonio, se separaron en el año 2000 y divorciaron en agosto de 2002. Tiene un nieto llamado Atlas, hijo de su hija Victoria, nacido el 13 de enero de 2022.
En 2000, Laura Bozzo causó polémica al iniciar una relación sentimental con el argentino Christian Suárez, 24 años menor que ella y exintegrante del grupo musical argentino Complot, finalizando la relación en julio de 2017.

## Problemas legales
Desde el programa Laura en América, la conductora apoyó al régimen de Alberto Fujimori y a su asesor Vladimiro Montesinos. Se descubrieron cartas dirigidas a Montesinos, con quien la prensa y la fiscalía insistieron en que había mantenido una relación sentimental y del que se acusó a la conductora de formar parte de la red de corrupción, por lo que fue procesada por la Justicia.
En 2002, el juez Saúl Peña Farfán denunció a la conductora por asociación ilícita para delinquir y peculado, acusándola de recibir 10 mil dólares mensuales del SIN y tres millones de dólares que le fueron entregados en seis remesas de 500 mil cada una, según testigos. Así también de desprestigiar en su programa de televisión, a políticos y personajes opositores al régimen del expresidente Fujimori por órdenes de Vladimiro Montesinos.
El 17 de julio de 2002, Bozzo fue arrestada en el Aeropuerto Internacional Jorge Chávez cuando estaba abordando un avión con destino a la ciudad de Miami, debido a una orden de impedimento de salida del país y de arresto domiciliario. Bozzo confesó que Andrés Hurtado la había acompañado mientras estaba en arresto domiciliario.
En el año 2002, el Poder Judicial ordenó mandato de comparecencia con restricción de detención domiciliaria. Ante ello, Bozzo declaró como domicilio legal el estudio de televisión desde el que grababa su programa en versión para el extranjero, Bozzo permaneció en los estudios «Monitor» del distrito de San Borja en Lima hasta el 15 de junio de 2005, día en el que fue liberada. Previamente, el perito Orlando Vilca Morato ratificó en 2003 ante un juez, la validación de tres informes que descartan un supuesto desbalance en el patrimonio de Bozzo y de su familia. En junio de 2004, el Comité de Derechos Humanos de Naciones Unidas abrió un expediente para investigar la situación judicial contra el Estado Peruano.
La liberación de Bozzo fue reprochada por políticos opositores a la red de corrupción Fujimori-Montesinos como el congresista Javier Diez Canseco quien criticó a las autoridades que permitieron que un set de TV se considere domicilio: «Uno no declara que el lugar donde vive es su oficina de trabajo». Esta condición permitió que se siguieran produciendo capítulos del programa de Bozzo para el extranjero sin que el público peruano en general lo viera durante años (no se emitía para Perú por ser arresto) y/o la opinión pública peruana pudiera dar crítica alguna de lo emitido. 
Laura Bozzo tuvo un acalorado careo con Matilde Pinchi (exsecretaria de Montesinos) en la Sala Penal sobre la supuesta entrega de dinero. En otra oportunidad llegó a confesar al juez que no sólo había estado enamorada sino «obsesionada» por Montesinos, y que «como una quinceañera» estaba arrepentida de lo que hizo, tratando de este modo de justificar sus vínculos.
A raíz de la condena de 2002, el gobierno estadounidense le retiró la visa para ingresar a su país. Hasta la fecha, Bozzo sigue impedida de entrar a Estados Unidos, pese a que ha solicitado la visa en distintas oportunidades.
Tras la liberación de Bozzo, personajes de Telemundo como Carmen Jovet y Ana María Polo, viajaron a Perú para felicitarla. La celebración fue transmitida en vivo como parte de un programa especial de la cadena.
En 2003, el procurador ad hoc Luis Vargas Valdivia, encontró nuevas pruebas sobre los vínculos con la red de corrupción, por lo que la Fiscalía solicitó siete años de prisión. Sin embargo, en julio de 2006, Bozzo fue exculpada del delito de asociación ilícita pero fue encontrada culpable por peculado, debido a una placa de oro recibida de parte de Vladimiro Montesinos. Bozzo declaró que enjuiciaría a Perú ante la Corte Interamericana de Justicia, por sentir que su condena es injusta y parte de una conspiración en su contra, aunque concretamente no ha planteado tal juicio hasta la fecha.

### Otras controversias
A finales de los años noventa, Bozzo mostró simpatías por el gobierno de Fujimori y saludó la labor oficialista, especialmente en la lucha contra el terrorismo. Pero lo que empezó como unas declaraciones de preferencias políticas, contribuyó a la propaganda del régimen. De esta manera, cuando el gobierno realizó la captura de los hermanos Aybar, vinculados al tráfico de armas hacia la guerrilla de las FARC de Colombia, Bozzo fue conductora para una emisión de televisión «especial». Además el programa gozaba en su franja comercial de numerosos spots del Gobierno.
Los programas de Bozzo han sido criticados por la violencia y altercados que ocurrían entre los participantes. Sin embargo, en sus inicios televisivos, hubo una emisión de su programa que, por lo particularmente denigrante, siempre es recordada por sus detractores y es comúnmente caricaturizada. El tema del programa fue «Hago todo por dinero» y en dicho programa se observó cómo personas fueron sometidas a retos o «pruebas» como comer rocotos, correr desnudo por el estudio de televisión, besarse con un desconocido e incluso una mujer que debe lamer las axilas y los pies de un sujeto, todo por dinero. Alberto Rojas Romero, exproductor de Bozzo ha declarado que es el único programa del cual él se arrepiente de haber producido.
Años después, sectores de la prensa recibieron información que afirmaba que el equipo de producción de Bozzo reclutaba a sus invitados desde los barrios más pobres de la ciudad, ofreciéndoles dinero por actuar en pantalla el guion que los escritores del programa dictaran. Un primer reportaje de la periodista Elsa Úrsula, denunciando el hecho, data del año 1999: «La investigación termina mostrando la verdad: todas las historias eran falsas, pero esta no es puesta a la luz hasta tiempo después en la revista Somos y luego en la televisión por el periodista Beto Ortiz». Bozzo siempre negó estas acusaciones,sin embargo, en 2023, reconoció que existieron casos inventados por la falta de investigaciones periodísticas más profundas.
En el año 2000, Laura Bozzo presentó a su programa a Lucrecia Orozco, quien afirmaba que tuvo una hija llamada Zaraí con el opositor del gobierno y entonces candidato a la presidencia Alejandro Toledo. Bozzo fue duramente cuestionada por haber intervenido en la campaña electoral, en un momento en que Toledo era el único candidato opositor a Fujimori en la recta final de las elecciones presidenciales de la época, pues los otros candidatos de la oposición (Luis Castañeda y Alberto Andrade) habían descendido severamente en las preferencias electorales tras su demolición periodística hecha por la televisión peruana (caso Crousillat, Winter, Schutz, Delgado Parker y otros) y prensa escrita (caso Moisés Wolfenson y otros). Posteriormente, Toledo reconoció a Zaraí como su hija. El programa se tituló «Papá, quiero que me reconozcas» y se atribuyó a Vladimiro Montesinos como el responsable de ejecutar ese programa en una de las grabaciones. La columnista de Caretas, Patricia Salinas, afirmó que, por la situación en la que Laura Bozzo perdió el respaldo del público, «en nuestro país, nadie la cree».
En 2007, el modo escandaloso en que el tema del terremoto de Pisco fue tratado por Bozzo causó tanto disgusto entre la sociedad peruana, por lo que se lanzaron nuevas investigaciones independientes para dilucidar si su aparición en la ciudad afectada por el terremoto, era simplemente un intento de congraciarse con el público o si era por solidaridad genuina. Al poco tiempo, se descubrió que una niña supuestamente afectada por el desastre natural, y «hallada» por Bozzo entre los escombros de la ciudad, era en realidad una actriz que Bozzo había presentado anteriormente en uno de sus programas, como víctima de abuso sexual. No obstante, la denuncia no tuvo mayor acogida, sobre todo porque el programa de Bozzo aún no se transmitía por algún canal del Perú. Meses después, Jaime Bayly entrevistaría a la madre de la menor, quien corroborara lo vertido en las investigaciones periodísticas, y son desde fines del año 2007, motivo de una investigación en el fuero judicial.
La polémica renació específicamente por un hecho fortuito: a pocos días de iniciado la transmisión del nuevo programa de Bozzo en el canal ATV, llamado Laura en acción en el año 2011. Los periodistas del canal Panamericana Televisión reconocen en uno de los primeros programas a una persona vinculada al medio televisivo, que hacía las veces de panelista y guardia de seguridad; así, los periodistas de dicho canal logran ubicar a Cecilia Zorrilla, quien luego de acceder a ser entrevistada, es la primera panelista que declara consistentemente que fue pagada para actuar en dicho programa. Estas denuncias fueron reveladas por el programa matutino Buenos Días Perú.
Las primeras reacciones de Bozzo fueron atacar a los directivos de dicho canal y a Mónica Cabrejos, quien había revelado el caso de Cecilia Zorrilla, tratando de desestimar la denuncia. Debido a que el tema es acogido por periodistas de otros medios, entre ellos Jaime Bayly y Rosa María Palacios, es que durante los primeros meses de 2008, varios programas de investigación periodística presentan entrevistas y reportajes sobre los panelistas que habían recibido dinero de parte de la producción de Bozzo, a cambio de actuar el guion que se les requería. Una de ellas, muestra con una cámara escondida cómo uno de estos panelistas, ensaya un supuestamente espontáneo testimonio, ante los productores del programa de Bozzo. Estos hechos obligan a Bozzo a admitir por primera vez, que no todos los casos son reales, y que algunos de ellos, según sus propias palabras, son representados. Así, la Asociación Nacional de Anunciantes en el Perú (ANDA), pone «luz roja» al programa de Bozzo. Esta luz roja implicó una recomendación de la ANDA de no anunciar en dicho programa. Ello, sumado a la presión de ciertos sectores que buscaban una imagen más limpia en la televisión abierta, llevaron al canal ATV a cancelar el programa de Bozzo, en una medida aplaudida por buena parte de la opinión pública y que resonó en los principales medios locales.
El 22 de septiembre de 2013, el semanario Proceso publicó una nota, denunciando el uso de un helicóptero propiedad del Gobierno del Estado de México en la grabación de escenas para su programa de televisión en la comunidad de Coyuca de Benítez, Guerrero, una zona afectada por los huracanes Ingrid y Manuel. Estas escenas se transmitieron en su programa, mostrando a Laura ayudando a los damnificados.
La periodista Carmen Aristegui retomó este artículo en su programa de radio. Esto causó controversia en los medios de comunicación y las redes sociales, principalmente por el uso indebido del helicóptero propiedad del gobierno. Adicionalmente, el alcalde de Coyuca declaró en su cuenta de Facebook que Laura Bozzo jamás entregó víveres o apoyos de ningún tipo y que por el contrario, se rehusó a transportar ayuda en el helicóptero del Gobierno del Estado de México a las comunidades aisladas.
En consecuencia, Laura Bozzo en su programa Laura transmitido por Televisa, atacó a la periodista Carmen Aristegui debido al supuesto caso.
En 2022 se unió a la campaña a favor de las mujeres en Irán por el crimen de Mahsa Amini, cortándose un mechón de cabello en solidaridad, pero fue severamente criticada en redes sociales.

## Premios y nominaciones
| Año  | Premio                                | Categoría                          | Obra                               | Resultado | Ref.   |
| ---- | ------------------------------------- | ---------------------------------- | ---------------------------------- | --------- | ------ |
| 2023 | Premios Martín Fierro (internacional) | Mejor Presentadora de Televisión   | Mejor Presentadora de Televisión   | Nominada  | [ 85 ] |
| 2016 | Premios TVyNovelas                    | Mejor Programa Unitario            | Laura                              | Nominada  |        |
| 2015 | Premios TVyNovelas                    | Mejor Programa Unitario            | Laura                              | Nominada  | [ 86 ] |
| 2014 | Premio de Revista Q                   |                                    |                                    | Ganadora  |        |
| 2011 | Máximo Orgullo Hispano                | Reconocimiento a la trayectoria    | Reconocimiento a la trayectoria    | Ganadora  |        |
| 2007 | Premios Paoli                         | Reconocimiento por causas sociales | Reconocimiento por causas sociales | Ganadora  | [ 87 ] |
| 2002 | Premio ACE                            | Personalidad del Año               | Laura                              | Ganadora  | [ 88 ] |

### Reconocimientos
- 2019, doctorado honoris causa del Centro Educativo Universitario Morelos.
- 2019, Medalla de Benito Juárez en el grado de Gran Collar, Centro Educativo Universitario Morelos.